# Bernard Birkenfeld
Bernard Birkenfeld (ur. 11 lipca 1897 w Krakowie, zm. 1942 w Zakliczynie) – polski architekt i przedsiębiorca żydowskiego pochodzenia, działający w Krakowie.

## Życiorys
Jego rodzicami byli Chaim i Chaia Birnberg. Ukończył Wydział Budowlany Szkoły Przemysłowej w Krakowie. W 1923 otrzymał licencję budowniczego.  Współpracował m.in. ze Stanisławem Filipkiewiczem i Jakubem Silbersteinem. Należał do Towarzystwa Żydowskiej Szkoły Rzemieślniczej w Krakowie. Był współwłaścicielem hurtowni materiałów fotograficznych. 

## Projekty
- 1929–1930: kamienica przy placu Kossaka 3 w Krakowie[2]
- 1930: przebudowa Bursy Rękodzielniczej Stowarzyszenia „Szomer Umonim” ul. Podbrzezie 6 w Krakowie[2]
- 1930–1931: kamienica przy alei Słowackiego 56 w Krakowie (wspólnie z Jakubem Silbersteinem)[2]
- 1930–1932: dom przy ulicy Łanowej 12 w Krakowie (wspólnie z Jakubem Silbersteinem)
- 1931–1932: kamienica przy ulicy Szlak 14b w Krakowie (wspólnie z Jakubem Silbersteinem)[2]
- 1931–1939: synagoga w Bochni[2]
- 1932–1933: kamienica przy ulicy Długiej 23 w Krakowie[2]
- 1939–1942: kamienica przy ulicy Nowowiejskiej 12 w Krakowie (wspólnie z Józefem Hornikiem)[2]

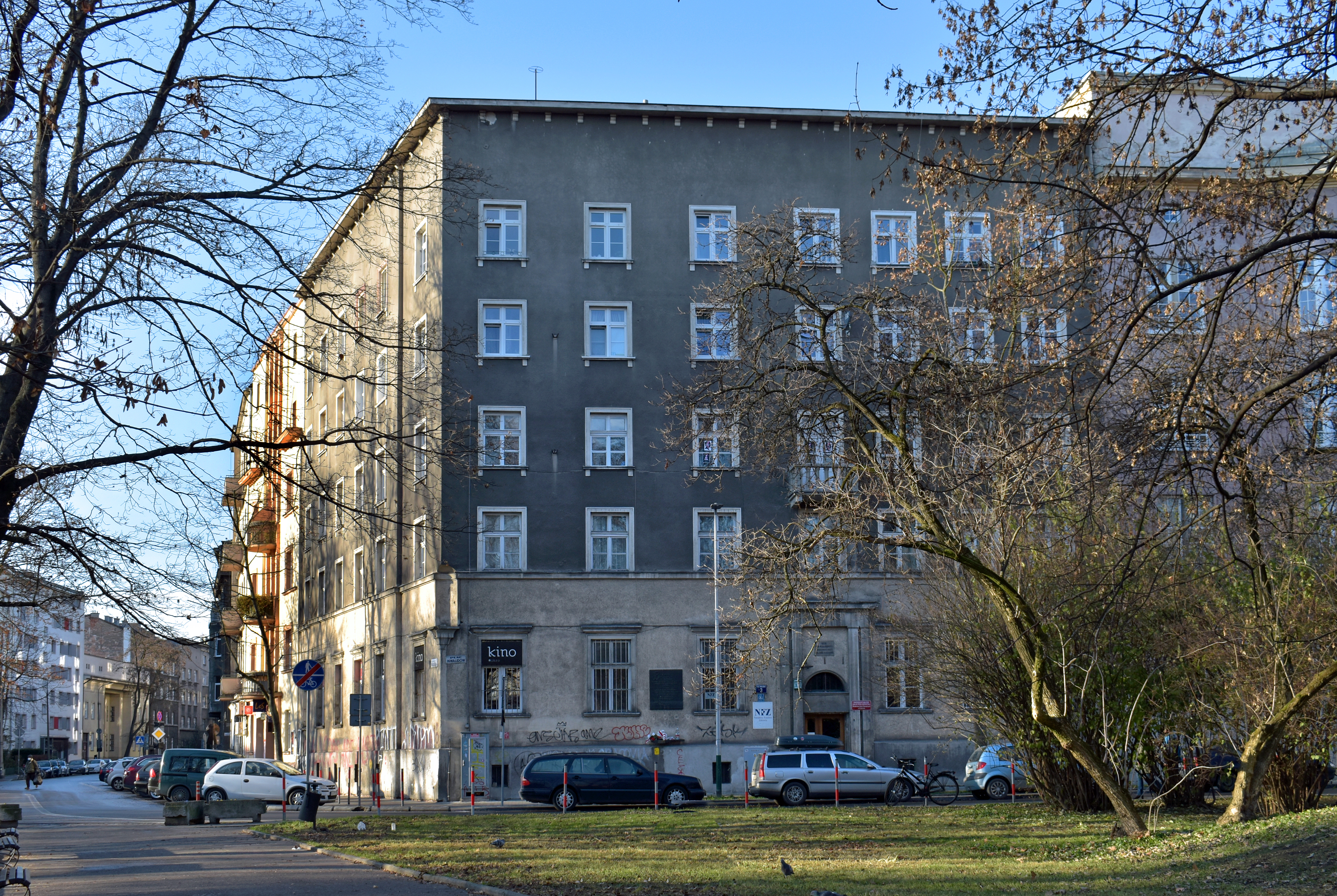
Kraków, pl. Inwalidów 3, Dom Towarzystwa Wzajemnej Pomocy Funkcjonariuszy Stołeczno-Królewskiego M. Krakowa (1925).
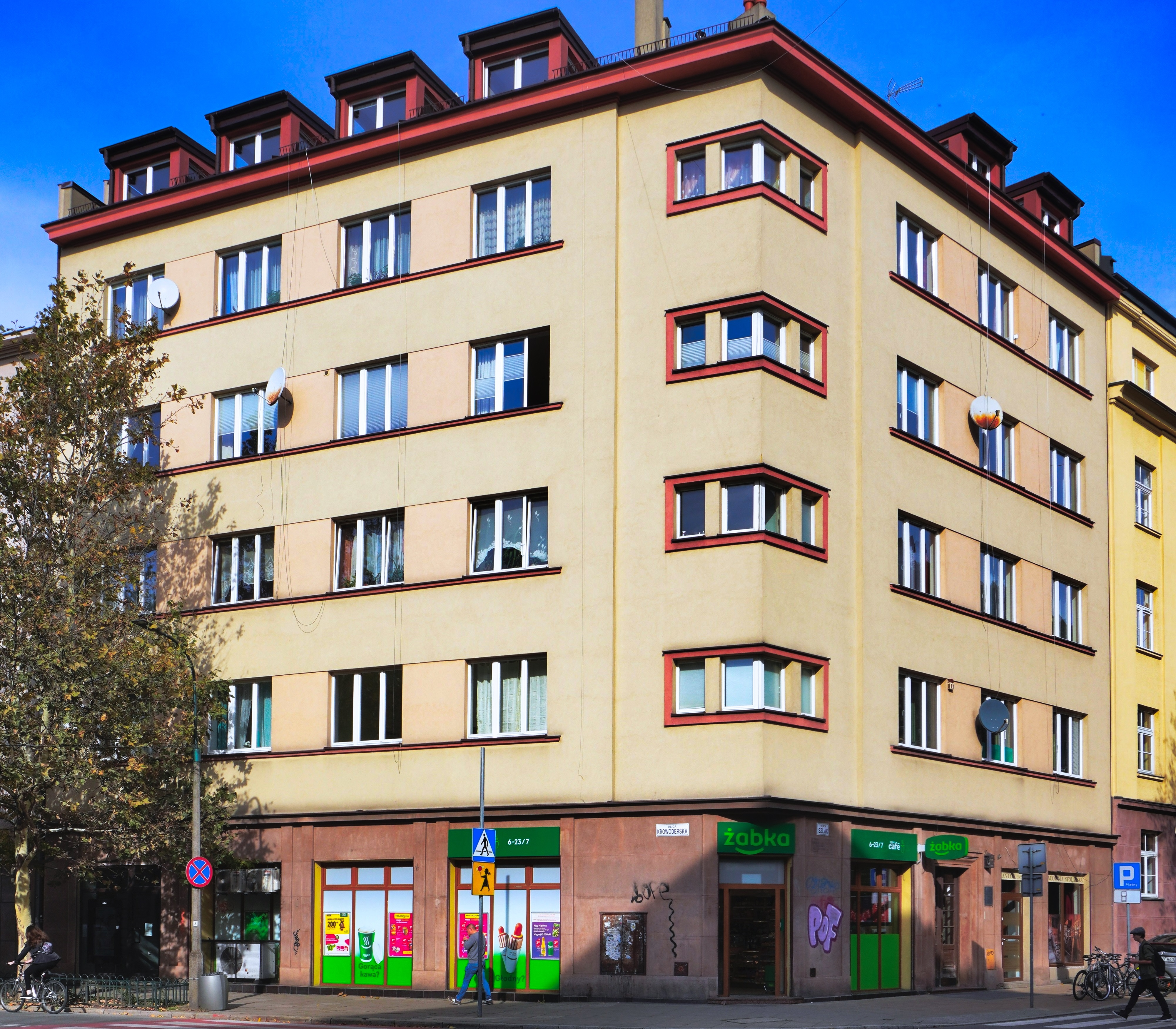
Kraków, ul. Szlak 14, Kamienica (1932).